# São Pedro da União
São Pedro da União este un oraș în Minas Gerais (MG), Brazilia.